# Nierembergia tandilensis
Nierembergia tandilensis là loài thực vật có hoa trong họ Cà. Loài này được (Kuntze) Cabrera mô tả khoa học đầu tiên năm 1965.